# Juan Martín Goity
Juan Martín Goity (nacido el 8 de mayo de 1983 en Puerto Madryn, Chubut, Argentina) es un jugador internacional de rugby alemán de origen argentino, que juega para la Selección Alemana.
Goity jugó un partido para Alemania, contra un Distritos Welsh XV el 28 de noviembre de 2008. En ese momento, él estaba jugando en Inglaterra, para el Newmarket RFC. En Argentina, también jugó en el Club San Martín y en la Unión de Rugby de Buenos Aires.